# Mosquée de la Miséricorde
Pour les articles homonymes, voir Mosquée Ar-Rahma.
La mosquée de la Miséricorde de Paris, aussi appelée mosquée de Javel, ou en arabe مسجد الرحمة, mosquée Ar-Rahma ou mosquée Errahma, est située 47 rue de Javel dans le 15e arrondissement de Paris. Elle est inaugurée en 2003.

## Histoire

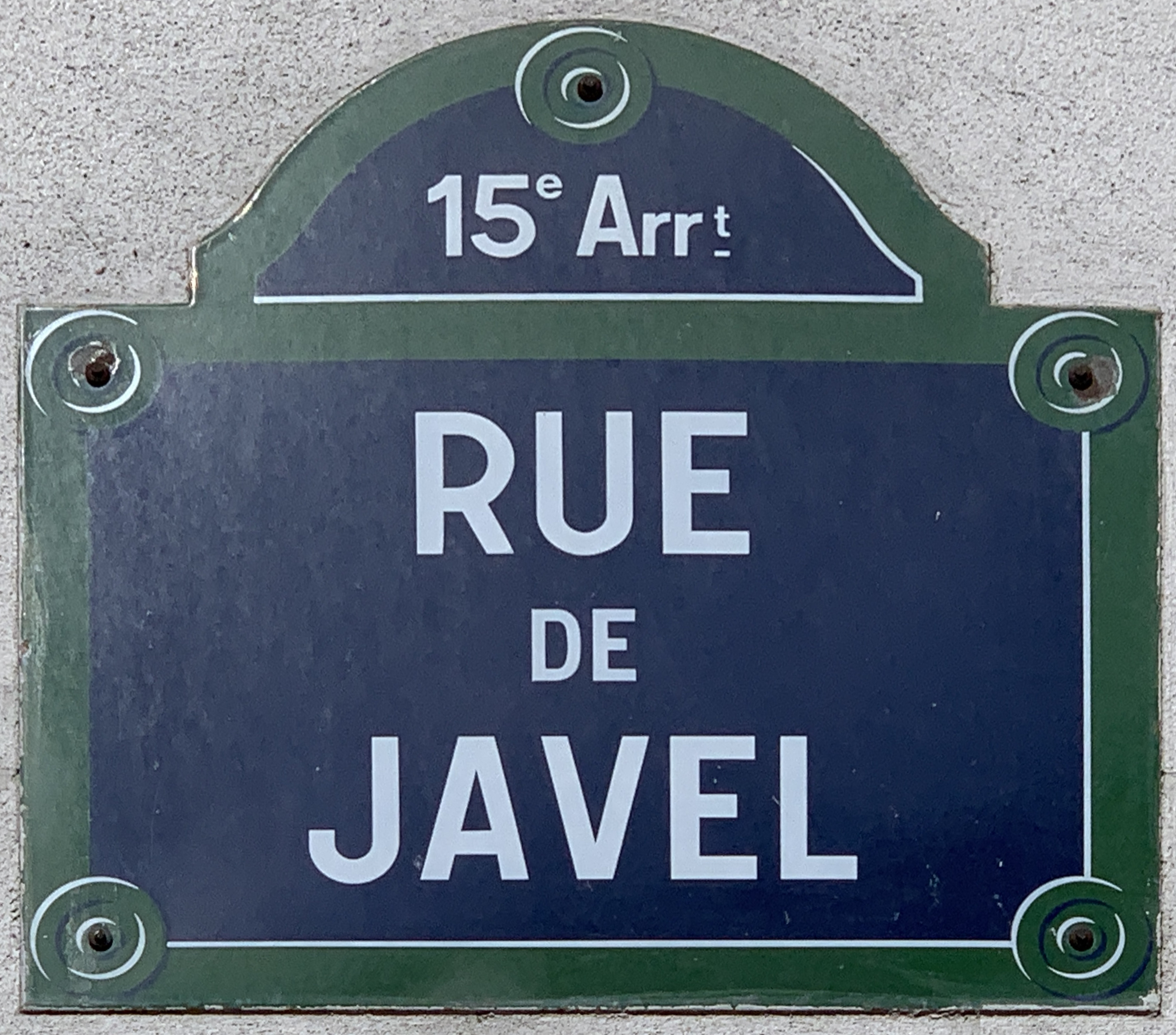
Plaque de rue à proximité de la mosquée de Javel.

La mosquée ouvre en 2003, à l'entresol d'un immeuble en brique blanche de style art déco, propriété de l'office HLM de Paris. Elle est en face du siège historique de l'Imprimerie nationale, dans un ancien quartier industriel en reconversion. La salle de prière, sous-dimensionnée, dispose de 350 places.
Elle est dédiée à رحمة, Ar-Rahma, dérivé d'un des noms de Dieu dans l'islam, cité notamment la Fatiha et la basmala, formule d'invocation qui figure au début de chaque sourate du Coran (r-Raḥmāni r-Raḥīmi). La racine trilitère ر-ح-م, R-Ḥ-M, selon sa vocalisation, peut être traduite par utérus ou bonté, grâce, miséricorde.
L'association cultuelle porte le nom d'Association socio-culturelle des jeunes du 15e et de leurs parents - ASCJP,. Elle est engagée depuis plus de vingt ans dans le dialogue interreligieux avec les autres lieux de culte du quartier, notamment dans le cadre des associations Agir pour la fraternité et Coexister,,,. La communauté accueille le vendredi les salariés des ambassades des pays arabes voisines et de la maison de l'UNESCO.